# Un amore americano
Um amor americano (em italiano, Un amore americano) é um filme italiano de 1994, de gênero romântico, dirigido pelo cineasta Paolo Schivazappa.

## Sinopse
O Professor Carlo Fossalto ensina Literatura italiana na Universidade de Urbino. Ele é chamado na Universidade do Iowa para dar cursos de verão, no lugar do colega Petri. Ele é recebido por Greta, sua assistente, e que  vai ajudá-lo na rotina diária. Entre eles nascerá uma amizade sincera, devido ao fato de a esposa de Fossalto ter ficado na Itália para cuidar da filha e do neto doente, e ao fato de George, namorado de Greta, ser muito opressivo com ela.
Greta torna-se guia de Fossalto nos cantos mais escondidos de Iowa, juntos bebem e cantam country num café que pertence a alguns amigos de Greta, e confessam-se um ao outro um segredo.
O trimestre de aulas está terminando, e Greta pede a George (que perdeu todas as riquezas) para casar-se com ela.
Fossalto volta para a rotina de Urbino, tendo ainda a cabeça nas nuvens e pensando no amor platónico que teve com Greta.

## Elenco
| Carlo Fossalto                    | Carlo Delle Piane     |
| Greta                             | Brooke Shields        |
| Petri, amigo e colega de Fossalto | Memè Perlini          |
| Adele, esposa de Fossalto         | Graziella Polesinanti |
| Lena                              | Kate Guimbellot       |
| Vincent                           | Joey Garfield         |
| Walter                            | Emile Levisetti       |
| George                            | Richard Joseph Paul   |